# Grabhügelfeld Ole Hai

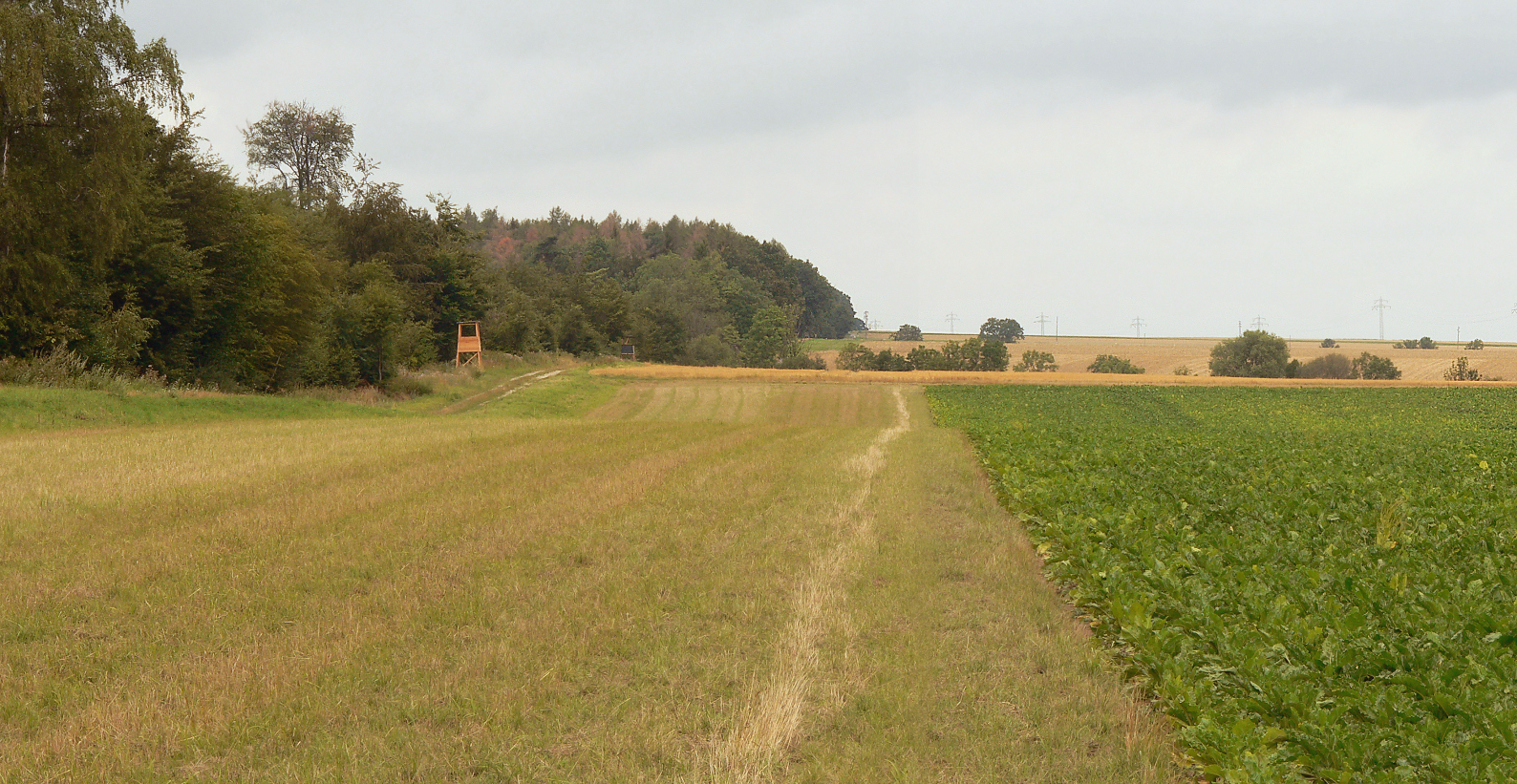
Das Waldgebiet im Elm mit dem Grabhügelfeld Ole Hai

Das Grabhügelfeld Ole Hai liegt im Elm zwischen Räbke und Lelm im Landkreis Helmstedt. Auf dem Brandgräberfeld befinden sich Grabhügel mit Urnen aus der Zeit vom 3. bis 6. Jahrhundert.

## Beschreibung
Das Grabhügelfeld befindet sich in einem größeren Waldgebiet am östlichen Abhang des Elms im Flurstück Alter Hain (im Dialekt: Ole Hai). Es hat eine Ausdehnung von etwa 260 Meter Länge und 160 Meter Breite. Der Durchmesser der Hügel variiert zwischen 2,5 und 9,5 Meter. Wegen ihrer geringen Höhe von 15 bis 30 cm, manchmal 60 cm, sind die Grabhügel im Gelände kaum zu erkennen. Bei den Hügeln mit größerem Durchmesser handelte es sich um kollektive Beisetzungsorte, weil sich darin mehrere Bestattungen fanden. Da es bei den Gräbern trotz der dichten Belegung keine Überschneidungen gibt, ist von einer früheren obertägigen Grabmarkierung auszugehen, die dauerhaft war oder immer wieder erneuert wurde. Bei einer Aufmessung im Jahr 1947 wurden rund 150, anderen Angaben nach 117 Grabhügel, festgestellt. Die Hügel sind aus dem vorhandenen lehmigen Boden aufgeschüttet worden. Sie weisen keine Hügeleinfassungen mit Steinen oder Kreisgräben auf.

## Forschungsgeschichte
Das Grabhügelfeld wurde von Johann Christian Dünnhaupt entdeckt, der von 1763 bis 1786 in Lelm Pfarrer war und als erster Prähistoriker des Braunschweiger Landes gilt. Er unternahm erste Ausgrabungen an den Grabhügeln, bei denen er Graburnen barg. In fortschrittlicher Weise umwickelte er sie zum Schutz mit Tüchern, machte Befundbeobachtungen und untersuchte die Schichtung der Urneninhalte. Seine Untersuchungsergebnisse veröffentlichte er 1778 in dem Buch Beiträge zur Deutschen Niedersächsischen Geschichte und deren Altertümern . Er beobachtete Urnenbeisetzungen in den Grabhügeln, am Fuß der Hügel und in der Fläche zwischen den Grabhügeln. Wie viele Urnen er ausgegraben hat, lässt sich nicht mehr rekonstruieren. Um 1817 soll es zu weiteren Ausgrabungen gekommen sein, von denen keine Dokumente überliefert sind.

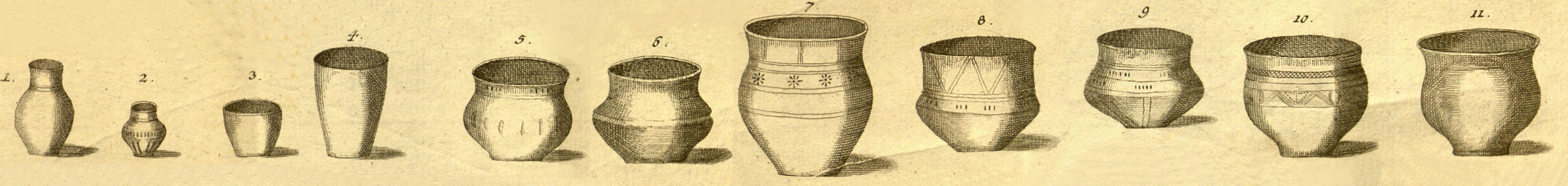
Von Johann Christian Dünnhaupt ausgegrabene Urnen des Gräberfeldes, 1778

Im 19. und 20. Jahrhundert wurde eine unbekannte Zahl an Grabhügeln durch Raubgräber zerstört. Planmäßige archäologische Ausgrabungen nahm der Archäologe Franz Niquet in den Jahren 1969 und 1970 vor. Er untersuchte auf sechs Flächen 11 Grabhügel und 60 Urnengräber. Er fand auch Leichenbrandnester, die darauf hindeuteten, dass ein Teil der Bestattungen ohne Urnen erfolgt war. In der Abteilung Ur- und Frühgeschichte des Braunschweigischen Landesmuseums in Wolfenbüttel befinden sich heute rund 200 Urnen des Gräberfeldes.